# Veni Creator Spiritus (Bruckner)
Veni Creator Spiritus, WAB 50, ist eine Motette, welche von Anton Bruckner um 1884 komponiert wurde.

## Geschichte
Die Motette wurde um 1884 geschaffen. Bruckners Manuskript wird im Stift Schlägl aufbewahrt, wo es 1931 geborgen wurde. Die Motette wurde erstmals in Band IV/1, S. 524 der Göllerich/Auer-Biographie veröffentlicht. Sie ist in Band XXI/36 der Gesamtausgabe herausgegeben.

## Musik
Die Motette ist eine Harmonisierung des Gregorianischen Chorals Veni Creator Spiritus für Stimme(n) und Orgel.

## Diskografie
Es gibt eine einzige Aufnahme:
- Jonathan Brown, Ealing Abbey Choir, Anton Bruckner: Sacred Motets – CD: Herald HAVPCD 213, 1997 – Transkription für Männerchor a cappella